# Zeus (wirus komputerowy)
Zeus, ZeuS, Zbot – koń trojański modyfikujący wygląd stron internetowych w celu wyłudzenia pieniędzy.
Infekcja Zeusem następuje wskutek pobrania i uruchomienia zainfekowanego pliku przez użytkownika lub odwiedzenia zainfekowanej strony internetowej. Po infekcji trojan modyfikuje wygląd i działanie oryginalnej strony internetowej po stronie klienta. Podczas wizyty na stronie internetowej banku wirus ładuje fałszywą, wcześniej spreparowaną, stronę. Użytkownik otrzymuje rzekomo pochodzącą z banku informację o tym, że bank w ramach testowania bankowości internetowej prosi o wpłacenie podanej kwoty na określony rachunek. Komunikat ten skłania użytkownika, dzięki socjotechnice, do dokonania wpłaty na konto „słupa”. Wymieniona kwota jest najwyższą możliwą do wyprowadzenia z danego rachunku bankowego. Operacja ta jest autoryzowana przy użyciu metody autoryzacji banku, z której korzysta użytkownik (na przykład kodem SMS).